# Sandra Nasić
Sandra Nasić (Gottinga, 25 maggio 1976) è una cantante tedesca.

## Con i Guano Apes
Si unisce ai Guano Apes dopo una festa universitaria, nel 1994. In verità, come ha rivelato lo stesso Henning Rümenapp, chitarrista del gruppo, Sandra Nasić è stata presentata alla band da un comune amico, che desiderava un'opinione sulla giovane cantante che aveva appena scoperto e che pensava di usare in un proprio progetto. Dal 1995 al 2004, anno in cui il gruppo si scioglie, e nuovamente dal 2009, anno in cui il gruppo si ricompone, Sandra Nasić sarà la loro front-woman. Durante l'esperienza con i Guano Apes collabora con gli Apocalyptica nel brano Path Vol.2 e con DJ Tomekk per il pezzo Beat of Life.

## Carriera solista
Nel 2001 Sandra Nasić è stata premiata con il premio EinsLive Krone. Deftones e Korn sono tra i suoi gruppi preferiti e che rivelano infatti notevoli influenze sul suo tipo di musica. Dopo lo scioglimento del gruppo, avvenuto il 30 novembre 2004, lavora con T. Rauschmiere alla canzone A Very Loud Lullaby, pubblicata nel 2005. Nel 2007 Sandra Nasić intraprende una carriera da solista. L'uscita del suo singolo di debutto, Fever, nel settembre 2007 con l'etichetta Supersonic Records, anticipa l'album The Signal, del mese successivo.

## Discografia

### Album in studio
- 2007 - The Signal

### Singoli
- 2007 - Fever
- 2007 - Stop The Crying (promo)
- 2014 - Drowned in Destiny

### Collaborazioni
- 2000 - New Rock Conference - Heal Yourself (voce e cori)
- 2001 - Apocalyptica - Cult (voce nel brano Path)
- 2001 - Mittermeier & Friends - Mittermeier & Friends (voce, musica e produzione nel brano Kumba Yo!)
- 2002 - Tomekk - Beat Of Life Volume 1 (voce nel brano Beat Of Life)
- 2005 - T. Raumschmiere - Blitzkrieg Pop (voce nel brano A Very Loud Lullaby)
- 2009 - Artisti Vari - Magic News Vol.154 (voce nel brano My City Is My Lab insieme a Tom Novy)
- 2014 - Artisti Vari - Sing Meinen Song (Das Tauschkonzert) (presente con i brani In Diesem Moment e Bounce)
- 2014 - Artisti Vari - Sing Meinen Song - Das Weihnachtskonzert (presente con i brani Last Christmas e December Will Be Magic Again)
- 2014 - Carpark North - Phoenix (voce nel brano 32)